# Cirrhilabrus rubrisquamis
Cirrhilabrus rubrisquamis là một loài cá biển thuộc chi Cirrhilabrus trong họ Cá bàng chài. Loài này được mô tả lần đầu tiên vào năm 1983.

## Từ nguyên
Từ định danh rubrisquamis được ghép bởi hai âm tiết trong tiếng Latinh, ruber ("đỏ") và squamis ("vảy cá"), hàm ý đề cập đến các vệt màu đỏ trên lớp vảy ở thân trước của cá đực.

## Phạm vi phân bố và môi trường sống
C. rubrisquamis được ghi nhận tại Maldives, quần đảo Chagos và Sri Lanka. Loài này sinh sống gần các rạn san hô trên nền đá vụn và cát ở độ sâu khoảng 40–50 m.

## Mô tả

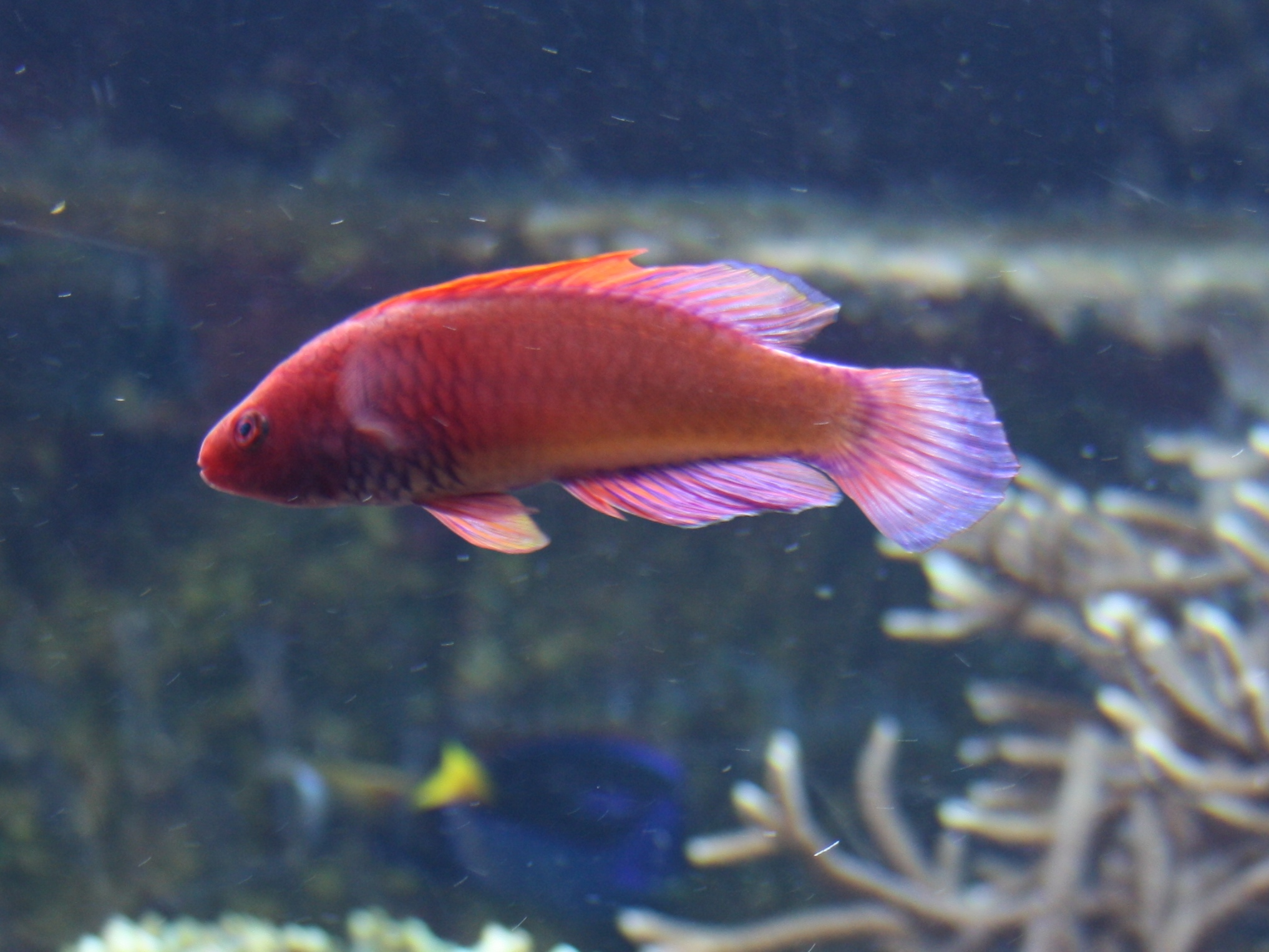
Cá đực

Chiều dài lớn nhất được ghi nhận ở C. rubrisquamis là 7,2 cm. Vây bụng ngắn.
Đầu và thân trước của cá đực có màu đỏ tía; vảy ở vùng thân này được viền màu đỏ, tạo thành kiểu hình mắt lưới đặc trưng của loài này trong phức hợp. Phần thân sau có các tông màu cam, từ hồng cam đến cam phớt đỏ. Vây lưng, vây hậu môn và vây bụng có màu đỏ tía, trở nên trong mờ về phía sau, các tia vây màu xanh tím. Vây đuôi bo tròn, trong mờ, ánh màu xanh lam từ các tia vây, có sọc chữ V ở sát rìa.
Cá đực mùa giao phối chuyển sang màu trắng hồng. Vùng đỏ tía ở thân trước trở nên sẫm màu hơn. Vây bụng và một phần vây lưng trước chuyển sang màu vàng sẫm. Vây đuôi chuyển sang màu đỏ sẫm. Cá cái có màu sắc tương tự cá đực, nhưng các vây trong suốt không màu và vùng màu đỏ tía đặc trưng ở cá đực cũng kém sắc hơn.
Số gai ở vây lưng: 11; Số tia vây ở vây lưng: 9; Số gai ở vây hậu môn: 3; Số tia vây ở vây hậu môn: 9; Số tia vây ở vây ngực: 15; Số gai ở vây bụng: 1; Số tia vây ở vây bụng: 5.

## Phân loại học
C. rubrisquamis thuộc nhóm phức hợp loài Cirrhilabrus jordani cùng với những loài khác là Cirrhilabrus shutmani, Cirrhilabrus earlei, Cirrhilabrus lanceolatus, Cirrhilabrus roseafascia, Cirrhilabrus sanguineus, Cirrhilabrus blatteus, Cirrhilabrus wakanda và Cirrhilabrus claire.

## Thương mại
C. rubrisquamis được đánh bắt trong ngành buôn bán cá cảnh, và được bán với giá khoảng 100 USD một con tại Hoa Kỳ.